# Geografia del Portogallo

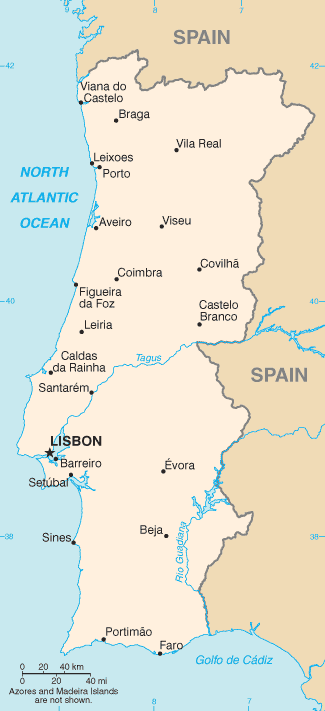

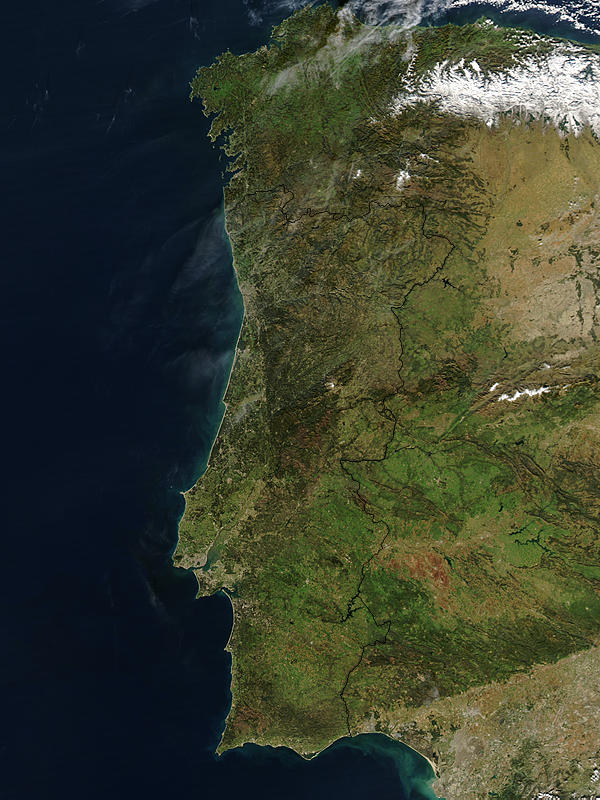
Foto satellitare del Portogallo

Il Portogallo è una nazione costiera dell'Europa sud-occidentale. Si trova nella penisola iberica, e confina con una sola nazione: la Spagna, a est e a nord, per un totale di 1.214 km di confine. Nonostante la lunghezza del confine con la Spagna, il Portogallo non riconosce il confine dal delta del fiume Caia fino al delta del fiume Cuncos, a partire dall'occupazione del 1801 del territorio di Olivenza da parte del Regno di Spagna. Questo territorio, anche se sotto occupazione spagnola, rimane parte del Portogallo e in questa regione non è pertanto riconosciuto ufficialmente alcun confine. 
A nord e a ovest la nazione ha 500 km di costa sull'Oceano Atlantico. 
Sono sotto controllo portoghese anche le Isole Azzorre e Madeira, che sono in posizione strategica presso lo stretto di Gibilterra, tra l'Oceano Atlantico e il Mar Mediterraneo. In totale, il Portogallo si estende per 92.391 km².
Coordinate geografiche: 38°43′N 8°05′W